# Pat el cartero
Pat el cartero (en inglés Postman Pat), es una serie de televisión británica infantil animada en stop-motion y producida por Woodland Animations, Entertainment Rights, HIT Entertainment, Cosgrove Hall Films y DreamWorks. La serie fue creada por el autor John Cunliffe. Narra las aventuras de Pat Clifton, un cartero que trabaja para el servicio postal Royal Mail en el pueblo ficticio de Greendale (inspirado en el valle real de Longsleddale, cerca de Kendal). La voz original de Pat (temporadas 1-5) fue grabada por Ken Barrie, quién murió en 2016 a causa de cáncer de hígado. En España ha sido transmitido por Kitz y luego por los canales de RTVE, Clan, La 2 y TVG.

## Argumento
Pat es el cartero del pueblo de Greendale. Amable y amigable, tiene un compañero inseparable: su gato blanco y negro Jess. Cada día, Pat intenta entregar las cartas pero, casi siempre, es interrumpido por alguno de sus vecinos, a quienes les acaba ayudando para resolver sus problemas.

## Personajes
- Pat  es el personaje principal de la serie, el cartero del pueblo de Greendale y jefe del Servicio de Entrega Especial en Pencaster. Vive en la Cabaña Forge en Greendale con su esposa Mercedes y su hijo David, de seis años. Su gato Jess también lo acompaña en sus entregas. Cuando era joven, era amigo de muchos vecinos del pueblo y del condado con los que se encuentra repartiendo.
- David Clifton es el único hijo de Pat y Sara. Tiene 6 años y es el alumno más joven de la escuela, junto con Katy y Tom. Sin embargo, a partir de la sexta temporada, Katy y Tom no aparecen, lo que lo convierte en el más joven de la escuela. Julian es amigo de todos sus compañeros de clase en Greendale y está muy interesado en poder conducir algún día la furgoneta de correos de su padre.
- Sara Clifton es la esposa de Pat y la madre de Julian. Solía ocuparse de la casa, pero cuando Julian comenzó a ser más independiente, volvió a trabajar para Nisha Bains en el café de la estación de tren. Antes de decidirse oficialmente a trabajar de nuevo, Sara una vez asumió el cargo de mujer de correos. Cogió el sombrero de Pat y se puso al volante de la furgoneta para hacer las rondas de su marido como lo haría en un día normal.
- La Sra. Goggins es una mujer viuda que trabaja como tendera del pueblo, además de ser la administradora de la oficina de correos de Grendale. Nacida en Escocia, se encarga de clasificar las cartas y los paquetes cuando llegan a la oficina, para que después Pat pueda repartirlos correctamente. Cuando el nivel de cartas y paquetes aumentó, ella le compró un carro postal a Pat para que su labor fuera más sencilla.
- Lauren Taylor es la maestra de la escuela de educación primaria. Está casada con Ben y es la madre de Lizzy. Lauren siempre intenta que la escuela sea divertida para los niños, por lo que organiza multitud de actividades prácticas con ellos. Junto con sus alumnos, Lauren creó el sitio web de Greendale.
- Arthur Selby es el policía de Greendale. Aunque naciera en Yorkshire del Este, ha vivido en Greendale durante 10 años. Es el padre de Lucy. Es muy querido y sabe cuándo hacer, razonablemente, la vista gorda con las infracciones. En la cuarta temporada consigue un coche de policía, convirtiéndose este en su principal medio de transporte. Antes de la entrega de este vehículo, Arthur utilizaba una bicicleta.
- Alf Thompson es el propietario de una granja en Thompson Ground. Casado con Dorothy, sigue a sus ovejas por todos los prados. Es un hombre pequeño, duro y robusto, además de tener un humor seco. También tiene pollos y vacas.
- Dorothy Thompson es la mujer de Alf, convirtiéndose así en copropietaria de la granja que regentan en Thompson Ground. Es una mujer pequeña pero que se mueve muy rápido, tanto en palabras como en hechos. Suele ir vestida con un vestido rosa, un delantal blanco y un pañuelo en la cabeza.
- Bill Thompson es el único hijo de Alf y Dorothy. Es el alumno más mayor de la escuela y conserva muchos pasatiempos juveniles, como jugar con aviones. Es un miembro entusiasta del Club de Jóvenes Agricultores y una ayuda indispensable para su padre. No tiene otra ambición más que mantener la granja en funcionamiento y criar a un carnero Herdwick que pueda ganar primero en la feria del condado
- Jeff Pringle es un ex-maestro de la Escuela de Greendale y el padre de Charlie. Fue el historiador local del valle. Se licenció en la Universidad de Londres y publicó artículos sobre los procedimientos de la sociedad arqueológica del condado. Era muy alegre y aventurero, pero magistral con todos sus alumnos.
- Charlie Pringle es un niño que es hijo del ex-maestro de la Escuela de Greendale, Jeff. Es el segundo mayor de la escuela, por lo que cuando Bill Thompson no está, se encarga de buscar el correo de Pat para llevarlo al director. Charlie siempre cree en hacer las cosas con sensatez y tranquilidad sin entrar en una discusión. Está muy interesado en el campo de la ciencia, tanto de hecho como de ficción.
- Amy Wrigglesworth es la veterinaria de Greendale. Amy tiene un pony como mascota llamado Pumpkin, en su tiempo libre a menudo les da a los niños paseos en pony. Cuando la conocimos por primera vez, tuvo que rescatar a Jess después de que se cayera a un pozo y se lastimara la pata. Amy es muy buena haciendo rápel, lo que a menudo es útil cuando rescata animales en problemas. Usó sus habilidades de rappel cuando rescató a Jess del pozo y cuando Bessie, la oveja mascota de Bill Thompson, quedó atrapada en una repisa en Greendale Crag.
- Ajay Bains es conductor de locomotoras. Es de ascendencia india y conduce los trenes entre Pencaster y Greendale. Ajay nació en la India y luego se mudó a Inglaterra con su esposa Nisha y sus hijos Meera y Nikhil. Originalmente vivían en Pencaster, pero cuando Ajay y los lugareños de Greendale reabrieron el ferrocarril Greendale Light, él y su familia se mudaron al pueblo. Ajay es muy cariñoso con su familia. A veces puede ser un poco torpe y, a menudo, se apresura sin considerar lo que podría suceder.
- Sarah Gilbertson es la hija del Dr. Gilbertson. Es la mejor amiga de Lucy Selby. Hace cientos de años, uno de sus antepasados fue el rey de un castillo en Gales, que ahora es cuidado junto con sus valiosos tesoros por su tía Jackie.
- Jess es el gato de Pat que siempre viene con él en sus rondas de correos. Jess ha sido propiedad de Pat desde que era un gatito. Es bondadoso, pero a veces se escapa o se mete en problemas. Pat siempre está feliz de que Jess lo acompañe en sus rondas, ya que es una buena compañía. Jess es un gato blanco y negro vivaz, que sabe cuándo estar despierto y cuándo dormir. Cuando está despierto a menudo, tiene una naturaleza muy aventurera y, a menudo, deja la furgoneta cuando Pat da la espalda para perseguir a los pájaros fuera de los árboles.
- Ben Taylor es el Gerente General de la Oficina de Clasificación de Pencaster y trabaja con Pat para el Servicio de Entrega Especial.

## Episodios
1. Pat el cartero y la cometa (en inglés: Postman Pat and the Runaway Kite)
2. Pat el cartero y la cabra hambrienta (en inglés: Postman Pat and the Hungry Goat)
3. Pat el cartero y la máquina de helados (en inglés: Postman Pat and the Ice Cream Machine)
4. Pat el cartero y la paloma mensajera (en inglés: Postman Pat's Pigeon Post)
5. Pat el cartero y la pizza perfecta (en inglés: Postman Pat and the Perfect Pizza)
6. Pat el cartero y la tormenta (en inglés: Postman Pat and the Thunderstorm)
7. La divertida carrera de Pat el cartero (en inglés: Postman Pat's Fun Run)

## Spin-off
Un spin-off animado en computadora llamado Guess with Jess (conocido como Adivina qué es con Jess en Latinoamérica y Adivina con Jess en España) que sigue al gato de Pat, Jess con la habilidar de hablar y sus aventuras con los animales de la granja.